# Capital (departement van La Rioja)
Capital is een departement in de Argentijnse provincie La Rioja. Het departement (Spaans:  departamento) heeft een oppervlakte van 13.638 km² en telt 146.411 inwoners.

## Plaatsen in departement Capital
- Bazán
- Carrizal
- Cebollar
- El Estanquito
- El Médano
- El Quemado
- La Ramadita
- La Rioja
- San Antonio
- San Javier
- San Juan
- San Lorenzo
- Sierra Brava
- Talamuyuna
- Trampa del Tigre